# Gray v. Sanders
Gray v. Sanders war ein 1963 vor dem Obersten Gerichtshof der Vereinigten Staaten verhandelter Fall über die Verfassungsmäßigkeit des county unit system, einer bestimmten, im US-Bundesstaat Georgia damals geltenden Form des Wahlrechts, in der anstelle der Mehrheit der Wählerstimmen der Sieger in Vorwahlen der Demokratischen Partei indirekt über unit votes der Counties ermittelt wurde. Der Gerichtshof erklärte das System auf Basis des Rechtes auf politische Gleichheit, abgeleitet unter anderem aus der Equal Protection Clause, für verfassungswidrig und manifestierte das Prinzip „one person, one vote“ in Bezug auf die relative Gewichtung einzelner Wählerstimmen.

## Hintergrund
Das county unit system wurde in Georgia seit 1898 informell und seit dem Neil Primary Act aus dem Jahre 1917 auch formell in den Vorwahlen der Democratic Party of Georgia, des Landesverbandes der Demokratischen Partei, angewendet. Anstelle der Summe aller abgegebenen Wählerstimmen entschieden unit votes den Ausgang der Wahl, die von jedem einzelnen der 159 Counties in Georgia auf Basis der lokalen Mehrheitsverhältnisse abgegeben wurden. Gewann ein Kandidat eine einfache Mehrheit aller Stimmen in einem County, so erhielt er dessen unit votes. Die Anzahl der Wahlmänner pro County hing von dessen Bevölkerung ab: Die acht bevölkerungsreichsten Counties wurden als „urban“ (städtisch) bezeichnet und erhielten jeweils sechs unit votes, die nächsten 30 Counties wurden als „town“ (kleinstädtisch) klassifiziert und erhielten jeweils vier unit votes und die übrigen 121 Counties galten als „rural“ (ländlich) und konnten jeweils zwei unit votes abgeben. Obgleich nur etwa ein Drittel der Bevölkerung Georgias in diesen ländlichen Counties lebte, hatten diese damit eine Mehrheit aller unit votes und konnten so die Politik von Georgia dominieren. Da die Bevölkerung der rural counties oftmals konservativer und weißer als die Städte waren, diente das System gleichzeitig auch als Mittel zur weiteren politischen Unterdrückung der Afroamerikaner und hatte damit in etwa den gleichen Effekt wie White primaries. In beiden Fällen vergrößerte zudem die politische Monopolstellung der Demokraten im damaligen Georgia die Effekte des Systems.
Ab den 1940er-Jahren kam es zu mehreren Klagen gegen dieses Wahlsystem auf der Annahme, dass es nicht gerecht und daher nicht verfassungswidrig sei: Cook v. Fortson (1946), Turman v. Duckworth (1946), South v. Peters (1950), Cox v. Peters (1951) und Hartsfield v. Sloan (1958). Auf Basis des Supreme-Court-Urteils Colegrove v. Green (1946) wurden diese Klagen aber abgewiesen. In Colegrove v. Green und in anderen Entscheidungen hatte der Supreme Court argumentiert, dass er keine Autorität in Fragen der (ungerechten) Verteilung von politischem Einfluss auf verschiedene Wahlkreise habe, da dies eine politische und keine juristische Frage sei. Diese Einstellung änderte sich grundlegend mit Baker v. Carr im Jahr 1962, als der Supreme Court erstmals Rechtsprechung in einem ähnlichen Streitfall ausübte.
Parallel reichte James Sanders, ein Wähler aus dem städtischen Fulton County in Georgia, eine neue Klage ein, in der er proklamierte, dass das county unit system für Wähler in städtischen Counties benachteiligend sei. Als namensgebender Angeklagter wurde James H. Gray aufgeführt, der damalige Vorsitzende der Demokratischen Partei in Georgia. Weiters wurden auch der damalige Generalsekretär der Georgia-Demokraten, George D. Stewart, und der damalige Secretary of State von Georgia, Ben Fortson, sowie die Democratic Party of Georgia und deren Vorstand an sich als Angeklagte genannt. Im Urteil in dem zu diesem Zeitpunkt als Sanders v. Gray bekannten Fall vor dem United States District Court for the Northern District of Georgia erhielt Sanders 1962 zunächst recht. Die Demokratische Partei von Georgia ging daraufhin vor dem Supreme Court in Revision; die Verteidigung argumentierte dabei, dass das county unit system eine Gleichberechtigung zwischen städtischen und ländlichen Gebieten herstellen wolle, und verglich es mit dem Electoral College auf nationaler Ebene.

## Entscheidung des Supreme Courts
In einer 8:1-Entscheidung – die Mehrheitsmeinung von William O. Douglas wurde von fünf weiteren Richten direkt unterstützt, während Potter Stewart und Tom C. Clark eine gesonderte Zustimmung zur Mehrheitsmeinung (concurrence) verfassten – entschied der Supreme Court, dass das county unit system tatsächlich verfassungswidrig sei. Douglas argumentierte dabei, dass es insbesondere der Equal Protection Clause und dem Recht auf politische Gleichberechtigung widerspreche, dass er aus der Tradition der Unabhängigkeitserklärung, Abraham Lincolns Gettysburg Address und aus dem 15., 17. und 19. Zusatzartikel zur Verfassung der Vereinigten Staaten ableitete. Diese Tradition kulminiere zum Prinzip „one person, one vote“ (zu deutsch: „eine Person, eine Stimme“), gegen die das county unit system verstoße.
Die Rhetorik und Argumentation von Douglas deutete an, dass er und die weiteren Unterstützer der Mehrheitsmeinung dieses Prinzip als natürlicherweise gegeben ansahen. Dies bestritt John Marshall Harlan II in seiner Mindermeinung, in der er kein solch unumstrittenes Prinzip in der angloamerikanischen Rechtstradition ausmachen wollte. Tatsächlich war es das erste Urteil, in dem der Supreme Court das Prinzip auf die relative Gewichtung einzelner Wählerstimmen anwandte. Gray v. Sanders gilt daher als Präzedenzfall.

## Folgen
Georgias Gouverneur Ernest Vandiver bedauerte die Entscheidung und das damit verbundene Ende des county unit system, das er als „Bollwerk [...] gegen Großstadt- und Minderheitenkontrolle“ verteidigt wissen wolle, fügte sich aber dem Urteil. Tatsächlich hatte die Entscheidung für die Politik Georgias einen einschneidenden Effekt: In den Gouverneurswahlen 1962, die unter dem Eindruck des erstinstanzlichen Urteils bereits ohne Anwendung des county unit system stattfanden, konnte sich mit dem moderaten Demokraten Carl Sanders erstmals seit 1920 wieder ein Kandidat aus einem städtischen County durchsetzen. Juristisch wurde kurz nach dem Supreme-Court-Urteil in Toombs v. Fortson vor dem United States District Court for the Northern District of Georgia auch ein ähnliches Wahlsystem für die Georgia General Assembly als verfassungswidrig erklärt. Der Supreme Court selbst schränkte später die Präzedenzwirkung von Gray v. Sanders für die relative Gewichtung einzelner Wählerstimmen ein und erlaubte gewisse prozentuale Abweichungen in Hinblick auf den Einfluss einer Wählerstimme in verschiedenen Wahlbezirken bei Wahlen auf Lokal- oder Landesebene. In Hinblick auf Kongresswahlbezirke aber hielt der Supreme Court 1983 in Karcher v. Daggett das Gebot „one person, one vote“ für die relative Gewichtung einer einzelnen Wählerstimme aufrecht.